# Zevenhuizen-Moerkapelle
Zevenhuizen-Moerkapelle (anhörenⓘ) war eine Gemeinde in der niederländischen Provinz Südholland.
Die Gemeinde entstand 1991 durch Zusammenschluss der bisherigen Gemeinden Moerkapelle und Zevenhuizen. Zunächst hieß sie Moerhuizen. 1993 wurde der Name in Zevenhuizen-Moerkapelle geändert.
Am 1. Januar 2010 wurde die Gemeinde aufgelöst und zusammen mit Moordrecht und Nieuwerkerk aan den IJssel zur neuen Gemeinde Zuidplas zusammengeschlossen.

## Ortsteile
Moerkapelle, Oud Verlaat und Zevenhuizen (ehemaliges Rathaus).

## Politik

### Sitzverteilung im Gemeinderat
| Partei           | Sitze | Sitze | Sitze | Sitze |
| Partei           | 1994  | 1998  | 2002  | 2006  |
| ---------------- | ----- | ----- | ----- | ----- |
| PvdA             | —     | 2     | 3     | 3     |
| SGP              | —     | 3     | 2     | 2     |
| VVD              | 2     | 3     | 3     | 3     |
| CDA              | 3     | 2     | 2     | 3     |
| Gemeentebelangen | 4     | 4     | 3     | 2     |
| ChristenUnie     | —     | —     | 2     | 2     |
| RPF              | —     | 1     | —     | —     |
| D66              | —     | 0     | —     | —     |
| SGP/RPF          | 3     | —     | —     | —     |
| PvdA/D66         | 3     | —     | —     | —     |
| Gesamt           | 15    | 15    | 15    | 15    |

## Persönlichkeiten
- Jan Bazen (* 1948), Eisschnellläufer